# 蔣渭水高速公路

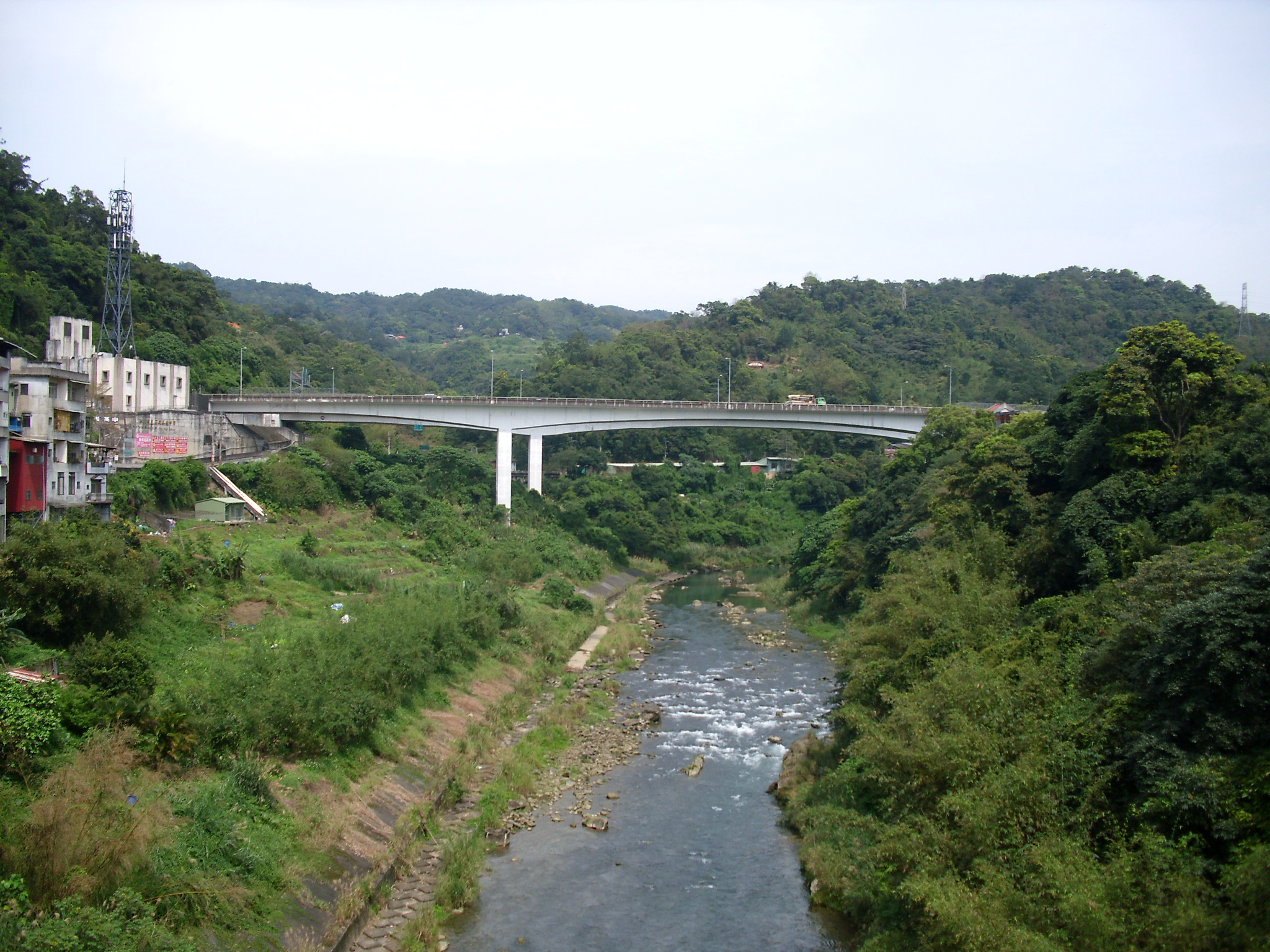
位於景美溪上的石碇高架路段

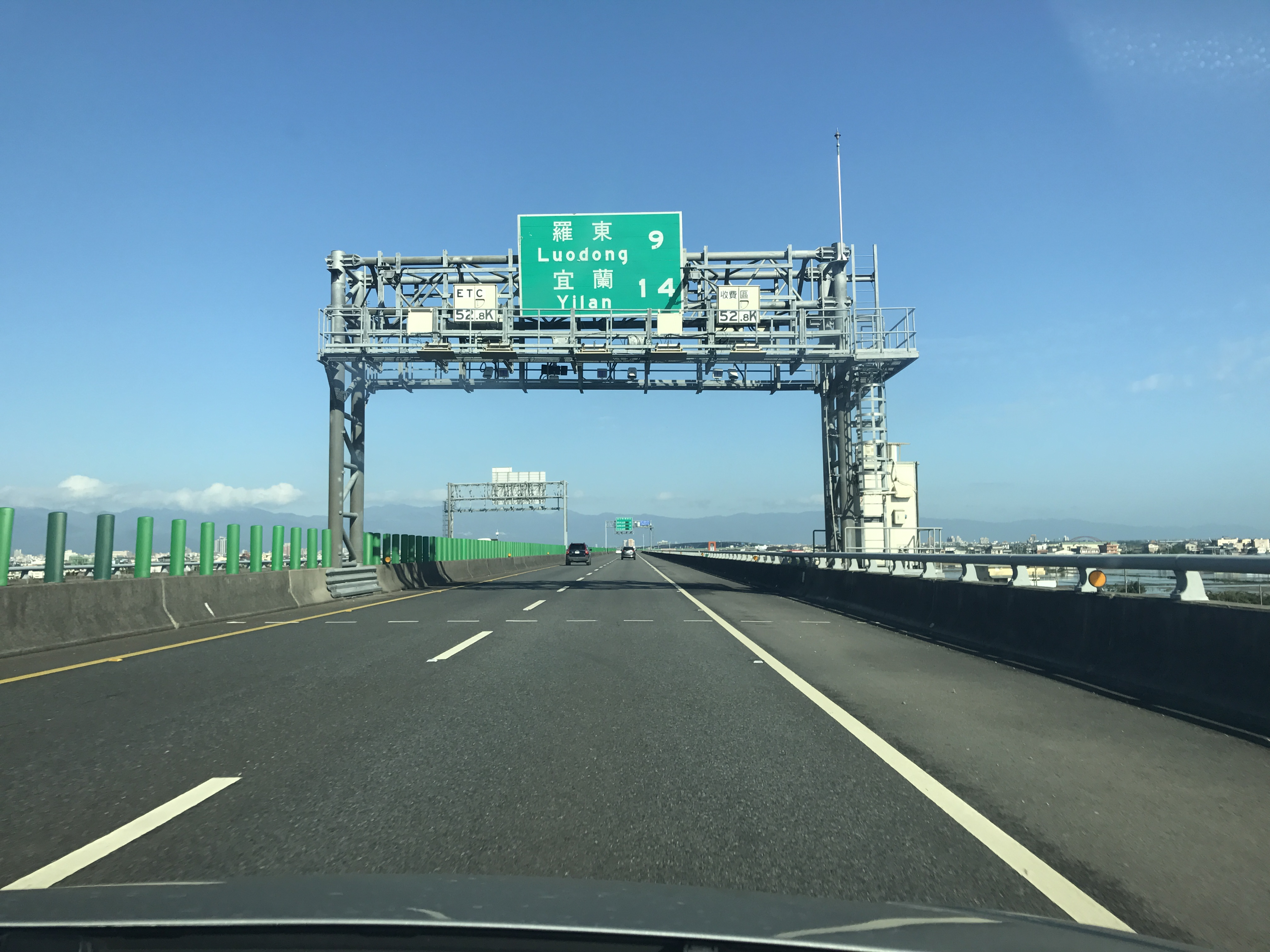
北上蘇澳路段

中華民國國道五號，又稱「蔣渭水高速公路」（英語：／），簡稱國五，目前通車路段為南港系統－蘇澳，又稱「北宜高速公路」，簡稱北宜高。
國道五號是臺灣首條橫跨東西部的高速公路，起於南港系統交流道、現訖於蘇澳交流道，全長54.2公里，係宜蘭縣通往大臺北地區與臺灣西部的交通要道。其路名是為了紀念日治時期出身宜蘭的社會運動領袖蔣渭水，其以致力於民族自救運動與文化運動之影響而聞名，並在南港起點處立有路名牌。由於雪山隧道為本公路的重要設施，臺灣民眾口語上常以「走雪隧」代稱經由此公路往來雙北、宜蘭兩地。

## 沿革
早期宜蘭縣在公路交通方面依靠省道臺2線（北部濱海公路）和臺9線（北宜公路）與大臺北地區聯絡，但兩公路受限於雪山山脈阻隔或海岸路線迂迴等因素，造成長期以來與雙北之間道路交通不便。因此規劃北宜高速公路提供兩地之間快速、安全、舒適之道路服務，通車後可大幅縮短旅運時間至40分鐘以內。
國道五號北起自臺北市南港區、迄於宜蘭縣蘇澳鎮，規格為雙向四線道。交流道設有南港系統、石碇、坪林、頭城、宜蘭、羅東、蘇澳等七座交流道。
考量到未來高速公路將改採匝道收費，因此頭城以南各交流道均設有閉合式收費站，且設有地磅站。為了擁有較多的儲車空間以因應收費站、地磅站帶來的車流回堵，頭城以南各交流道的匝道布設較長。2013年12月30日起，高速公路計程收費正式上路，人工收費走入歷史，沿線的收費站全數廢止，改由收費門架進行電子收費。而原處僅存的地磅站繼續執行過磅任務。
由於穿越雪山山脈支脈，北宜高速公路沿線有多座橋梁與隧道。橋梁（包含雙向主線與匝道）共計40座；其中位於新北市石碇區的烏塗溪橋，最高點距地達65.5公尺，於國道六號通車前是全台最高的橋樑；隧道有南港隧道（456、455公尺）、石碇隧道（2,698、2,720公尺）、烏塗隧道（216、248公尺）、彭山隧道（3,861、3,806公尺）、雪山隧道（12,917、12,942公尺）。其中，南港隧道、石碇隧道臺北往宜蘭方向，兩隧道距離很近，以明隧道相連接，實際上仍然是獨立的兩隧道，連接處有緊急通道，連接對向道路。作為關鍵設施的雪山隧道通車時名列臺灣第一長、世界第九長的公路隧道，因興建難度之高而聞名全球。全線於2006年6月16日通車。
北宜高速公路計畫本工程共分17個工程標案，包括主要的五個土木標及南港坪林段建築、機電、交控、植栽等六標合計11標，其餘坪林頭城段建築、機電、交控、植栽等工程，配合土木工程進度適時辦理發包，總經費為新台幣601億元。

## 歷史
- 1982年，高公局委託中華顧問工程司辦理「南港頭城隧道公路可行性研究」進行四車道隧道公路之研究[16]。
- 1984年辦理「南港頭城間隧道公路地質評估」進一步評估可行性[17]。
- 1987年7月，由交通部運輸研究所接手進行「南港宜蘭隧道公路可行性研究」。
- 1988年4月，同年奉行政院核定推動「國道南港宜蘭快速公路計畫」，計畫路線為南港至頭城之國道快速公路。
- 1989年
  - 4月，成立交通部國道南港宜蘭快速公路工程籌備處（簡稱南宜籌備處），專責推動自同年底開始進行初步規劃先期作業[18]。
  - 8月，交通部於部第 556 次部務會報決議「北宜快速公路可改為高速公路興建並規劃延伸至蘇澳」，計畫名稱更為「北宜高速公路計畫」[19]。八十二年度開始辦理可行性研究及工程規劃，八十六年展開設計。行政院於八十六年四月核定可行性研究採中央線路廊，九十年二月十三日核定建設計畫優先辦理主線及三處交流道、蘇澳連絡道暨宜蘭、羅東兩分離式交流道範圍內之側車道，國工局隨即辦理用地取得，同年七月二日舉行全線聯合開工典禮。
- 1990年2月，行政院核定交通部研擬之「改善交通全盤計畫」，將本計畫列為「環島高速公路網發展計畫」之一環[20]。
- 1991年7月，雪山隧道導坑動工。
- 1993年7月，雪山隧道主坑開工。
- 1997年
  - 4月，行政院同意本計畫採中央路廊，並指示詳加研析以BOT方式興建之。
  - 7月，頭蘇段公告徵求民間參與，然僅有一家廠商提出申請，經交通部第43次重大工程督導會報決議擴大BOT辦理範圍為頭城至花蓮，惟因合格申請人於申請文件截至收件日前未依規定提出申請文件。
- 2000年
  - 1月，交通部甄審委員會乃決議終止頭花段BOT作業。
  - 1月27日，南港系統至石碇段通車。
- 2001年2月，行政院核定本計畫建設計畫並同意90年度所需經費由國道公路建設管理基金先行動支並補辦以後年度預算，自此北宜高速公路頭城蘇澳段正式進入實施階段。
- 2003年
  - 5月，雪山隧道導坑西段貫通。
  - 10月，雪山隧道導坑貫通。
- 2004年
  - 3月，雪山隧道主坑西行線貫通。
  - 8月，雪山隧道主坑東行線貫通，雪山隧道全線貫通。
- 2005年
  - 3月14日，石碇至坪林段開放坪林當地民眾憑證進出[21]。
  - 12月，雪山隧道土木建設完工[22]。
- 2006年
  - 1月22日，頭城至蘇澳段通車。
  - 6月16日，雪山隧道通車啟用，北宜高速公路全線通車。坪林至頭城段開放小型車通行,坪林以北速限70km/h。
  - 9月16日，放寬雪山隧道內「超速執法取締寬容值」為10km/h。
  - 9月18日，頭城收費站開始收費。
- 2007年
  - 10月1日，坪林以北速限調高為80km/h（雪山隧道速限仍為70km/h）。
  - 11月15日，坪林－頭城段（雪山隧道）開放大客車通行。
  - 12月11日，頭城特高壓變電站的變壓器燒毀，雪山隧道暫時改由坪林特高壓變電站供電。
- 2008年
  - 3月16日，雪山隧道最高速限由原70km/h提高為80km/h。
  - 5月1日，南港系統交流道至頭城交流道路段（含雪山隧道）最低速限由50km/h提高為60km/h。
  - 7月30日，頭城收費站導入ETC自動收費系統，本線收費站配置ETC大型車道與ETC小型車道，匝道收費站僅配置ETC小型車道。
- 2010年
  - 3月25日，宜蘭轉運站啟用，首都客運、葛瑪蘭客運等客運已於當日遷入。
  - 11月1日，雪山隧道最高速限由原80km/h提高為90km/h。
- 2012年
  - 5月7日，雪山隧道發生通車以來最嚴重的火燒車事故。
  - 12月18日，國道5號「羅東轉運站」啟用，首都客運、葛瑪蘭客運等客運已於當日遷入，將「乘務」整合於站內營運。大都會客運預計2013年6月進駐服務。[23]
- 2013年
  - 12月29日，設置於平原段之各匝道收費站展開拆除工程。
  - 12月30日，實施國道計程收費。
- 2017年
  - 1月25日，北上車道雪山隧道北口至坪林交流道約500公尺長路段最高速限由原80km/h提高為90km/h。[24]
  - 2月13日，晚間9時發生臺北南港遊覽車事故，死傷估計33死11傷。
  - 3月10日，雪山隧道最低速限由原60km/h提高為70km/h。
- 2018年
  - 2月1日，蘇澳服務區第一期工程完工啟用。[25]
  - 6月27日，頭城交流道北出匝道南移通車。[26]
  - 10月28日，頭城交流道增設連接縣道191號之南出北入匝道通車。[27]
- 2020年
  - 1月6日，蘇澳服務區啟用。[28]

## 紀念碑
- 北宜高速公路工程殉職人員紀念碑：2006年6月立，位於石碇服務區，為紀念開鑿雪山隧道時的25位中華民國和泰國籍殉職工作人員。
- 蔣渭水紀念碑：2007年12月立，位於雪山隧道東口頭城端，紀念出身宜蘭、為臺灣人民利益著想的社會運動領袖蔣渭水。

## 設施

### 隧道
| 名稱     | 長度       | 長度       | 竣工日期 | 備註     |
| 名稱     | 南下       | 北上       | 竣工日期 | 備註     |
| -------- | ---------- | ---------- | -------- | -------- |
| 南港隧道 | 456公尺    | 455公尺    | 2000年   |          |
| 石碇隧道 | 2,698公尺  | 2,720公尺  | 2000年   |          |
| 烏塗隧道 | 216公尺    | 248公尺    | 2005年   |          |
| 彭山隧道 | 3,861公尺  | 3,806公尺  | 2001年   |          |
| 雪山隧道 | 12,917公尺 | 12,942公尺 | 2006年   | [ 註 1 ] |

### 服務區
| 名稱       | 里程 | 位置         | 委託營運商   | 備註     |
| ---------- | ---- | ------------ | ------------ | -------- |
| 石碇服務區 | 4K   | 新北市石碇區 | 全家便利商店 | [ 註 2 ] |
| 蘇澳服務區 | 54K  | 宜蘭縣蘇澳鎮 | 全家便利商店 | [ 註 3 ] |

### 地磅站
| 名稱       | 里程 | 位置         | 備註     |
| ---------- | ---- | ------------ | -------- |
| 頭城地磅站 | 30K  | 宜蘭縣頭城鎮 | [ 註 4 ] |
| 宜蘭地磅站 | 38K  | 宜蘭縣宜蘭市 | [ 註 4 ] |
| 羅東地磅站 | 47K  | 宜蘭縣羅東鎮 | [ 註 4 ] |
| 蘇澳地磅站 | 54K  | 宜蘭縣蘇澳鎮 | [ 註 4 ] |

## 車道數與速限
國道五號採雙向各2車道配置，除雪山隧道路段外之路段，設有路肩或避車彎，供故障車、緊急車輛、
| 路段                     | 車道數  | 車道數  | 車道數  | 速限 | 速限 |
| 路段                     | 南下    | 北上    | 雙向    | 南下 | 北上 |
| ------------------------ | ------- | ------- | ------- | ---- | ---- |
| 起點～坪林交流道         | 2+1路肩 | 2+1路肩 | 4+2路肩 |      |      |
| 坪林交流道～雪山隧道北口 | 2+1路肩 | 2+1路肩 | 4+2路肩 |      |      |
| 雪山隧道                 | 2       | 2       | 4       |      |      |
| 雪山隧道南口～終點       | 2+1路肩 | 2+1路肩 | 4+2路肩 |      |      |

## 車種限制
- 國道5號雪山隧道路段，全時段禁止大貨車行駛。大貨車可改道行駛台9線北宜公路、台2線北部濱海公路，往來台北宜蘭。

- 國道高速公路局尚未公告開放排氣量逾550c.c.大型重型機車行駛，目前國道5號除石碇服務區外之路段，禁止排氣量逾550c.c.大型重型機車行駛，可改道行駛台9線北宜公路、台2線北部濱海公路、台2丙線基福公路（轉台62線或市道106號）往來台北宜蘭。

## 相關資訊
- 收費方式：採用計程收費方式計費，每日每車前20公里免費，20公里至200公里間採用每公里1.2元計費，200公里以後採用每公里0.9元計費，如遇特殊節日（如春節等連續假日）則採取不同費率計費。
- 興建單位：交通部臺灣區國道新建工程局
- 維護單位：交通部高速公路局
- 管理單位：內政部警政署國道公路警察局

## 後續計畫

### 蘇澳端分流匝道
- 國5蘇澳交流道將再增加一個雙向匝道，如此一來，可將國5的車輛分流，其中一個方向可直接連接省道台9線。[29]

### 國道五號銜接台9線新城路段或蘇花改永樂高架橋路段
- 2017年
  - 5月，時任宜蘭縣代理縣長吳澤成認為若國五不能直通銜接蘇花改路段，將會造成蘇澳地區嚴重壅塞[30]。
  - 6月，交通部表示將短期方面透過箕山橋改建工程、台9線南澳平交道立體交叉改善工程、推動設置蘇澳服務區計畫等工程手段，並配合交控設施、區域號誌重整等管理方式整體改善，宜蘭縣政府亦同時辦理海山西路拓寬工程，共同配合降低蘇花改通車後對蘇澳地區產生之交通衝擊影響；中期改善方案將優先辦理「國道5號蘇澳端銜接台9線工程」，評估以分流之策略，先將「國5末端銜接台9線」，增加出入口匝道服務地方，除改善國5末端車流集中於蘇澳端進出，造成馬賽路口服務水準不佳之情形，並提供往來冬山等地區之服務功能；長期將視改善成果，再研究「國5銜接蘇花改工程」。[31]
- 2018年
  - 1月，宜蘭縣政府提出之蘇花改與國5直通銜接方案被時任交通部長賀陳旦認為不妥，交通部與高公局另評估國5延伸到台9線新城路段後再銜接蘇花改之方案為可行並力推。[32]
  - 5月，交通部高速公路局啟動「國5銜接台9線（新城路段）」規畫設計，建議方案自國5主線終點往南跨越新城溪、台鐵宜蘭線、台9線，繞經安永鮮物宜蘭廠後方再銜接台9線（新城路段），預計經費19.52億元，採雙線4車道配置，全長約1,033公尺，預計工期2022年至2024年底[33][34]。
  - 地方民意不接受國5銜接台9線（新城路段），且認為該路線會經過九股山敏感地區，將有環保疑慮；地方希望「國道五號直通蘇花改」。高公局建議觀察蘇花改全線通車後的交通運轉情形再適時檢討、推動需求性。[35]
- 2019年
  - 6月，高公局已展開「國5直通銜接蘇花改」可行性評估前置作業[36]，於同年9月底上網公告，預計同年12月完成選商並簽訂服務契約，即可展開可行性評估作業，預計2020年底前提出可行性評估報告，再報請行政院核定[37]。
  - 8月，宜蘭縣政府指出，長期的根本解決之道，還是應從國道5號蘇澳端直通銜接至蘇花改永樂高架橋路段（國五至永樂約7公里）[38]。立委陳歐珀亦建議「國五直接銜接蘇花改」，並建請行政院長蘇貞昌協助盡速啟動可行性評估，改善蘇澳市區交通壅塞的問題[39]。
  - 9月25日，時任中華民國交通部部長林佳龍表態啟動「國五銜接蘇花改」的可行性評估，並支持興建冬山交流道[40]。
  - 11月13日，立法院交通委員會到宜蘭視察交通建設，針對「國道五號銜接蘇花改」路線展開「國五直接銜接蘇花改可行性評估」前置作業[41]，相中蘇花改白米高架橋、東澳隧道間，評選可行路廊與銜接區，全長約7公里[37]，採雙向2車道配置，原「國5銜接台9線（新城路段）案」將暫停[42][43]。
- 2020年
  - 6月，國道5號銜接蘇花改擬建系統交流道相連，預定同年底前提出可行方案後陳報行政院[44]。
- 2021年
  - 2月，「國5直通蘇花改」可行性研究出爐，新闢國道聯絡道接往蘇花改永樂高架橋，工期約5年半，長度約7.1公里，預估耗資約178億元，屆時設計時速80公里;優點是不但避開地質敏感區，新闢路廊將設置5個隧道，可避免對環境和生態造成衝擊，對環境破壞比較小; 因為國道基金所做的建設而須自負盈虧，將設ETC門架收費，預估假日時段從國5到蘇花改可至少省20分鐘。[45]
  - 12月，宜蘭縣政府表示國道5號銜接蘇花改可行性研究案已獲行政院核定，預定民國121年(2032年)完工，屆時可減少蘇澳市區交通衝擊。宜蘭縣府交通處長黃志良表示行政院於今年11月12日核定這項計畫的可行性研究，但期間仍恐有交通過渡期而對蘇澳市區道路衝擊甚鉅，建議交通部儘早完成後續綜合規劃及環評等相關作業來提早啟動興建，並與宜蘭縣長林姿妙建議希望能與「蘇花公路安全提升計畫」（蘇花安）一起在民國119年(2030年)完工。黃志良表示，國5銜接蘇花改規畫案全長7.2公里[46]，總經費新台幣178.05億[47]，由國5終點蘇澳端銜接到蘇花改東澳隧道北側，設計速率時速80公里，雙向各一個車道（保留開放大客車通行的車道及雙向各2車道空間[48]），國道公路建設管理基金負擔支應78%，國庫撥充支應22%；工期66個月，預計2027年開工。[49][50]
- 2023年
  - 5月，31日上午高公局於蘇澳鎮公所舉辦公開說明會，與蘇澳地方說明此項工程對環境可能造成之影響；會後高公局將編制環境說明書定稿送至環保署審查，並將建設計畫送往行政院審查，待環評通過、計畫核定後開始相關作業，目標民國121年（2032年）竣工。蘇澳地方關心工程經過武荖坑遺址、其他歷史地標與老樹等是否造成影響，高公局說明路線通過武荖坑遺址時採隧道形式通過來大幅降低對地表遺址的破壞，對其他歷史地標與老樹亦一一標註及安排具考古資格人員監看施工，若有必要會協助遷址和移植。[51][52]
- 2024年
  - 2月20日，本計畫與蘇花安進行環評初審[53]，兩案裁定補件再審。[54]
  - 5月14日，本計畫與蘇花安環評初審通過[55][56][57]。
  - 8月6日，本計畫與蘇花安通過環評大會審查[58][59]。

### 文獻
後續計畫之大部分資料源由國道新建工程局提供或環保署的官方資料：
- 國道五號高速公路.中華民國交通部（页面存档备份，存于）
- 第二節 國道五號高速公路.中華民國交通部（页面存档备份，存于）
- . ago.gcaa.org.tw.   [2017-01-12]. （原始内容存档于2017-01-13）.
- 國道公路頭城花蓮段BOT附屬事業及土地開發計畫總顧問(1998～2000).宣保工程顧問股份有限公司（页面存档备份，存于）

## 外部連結
- OpenStreetMap上有關蔣渭水高速公路的地理

- 交通部高速公路局 （页面存档备份，存于）